# 石廬

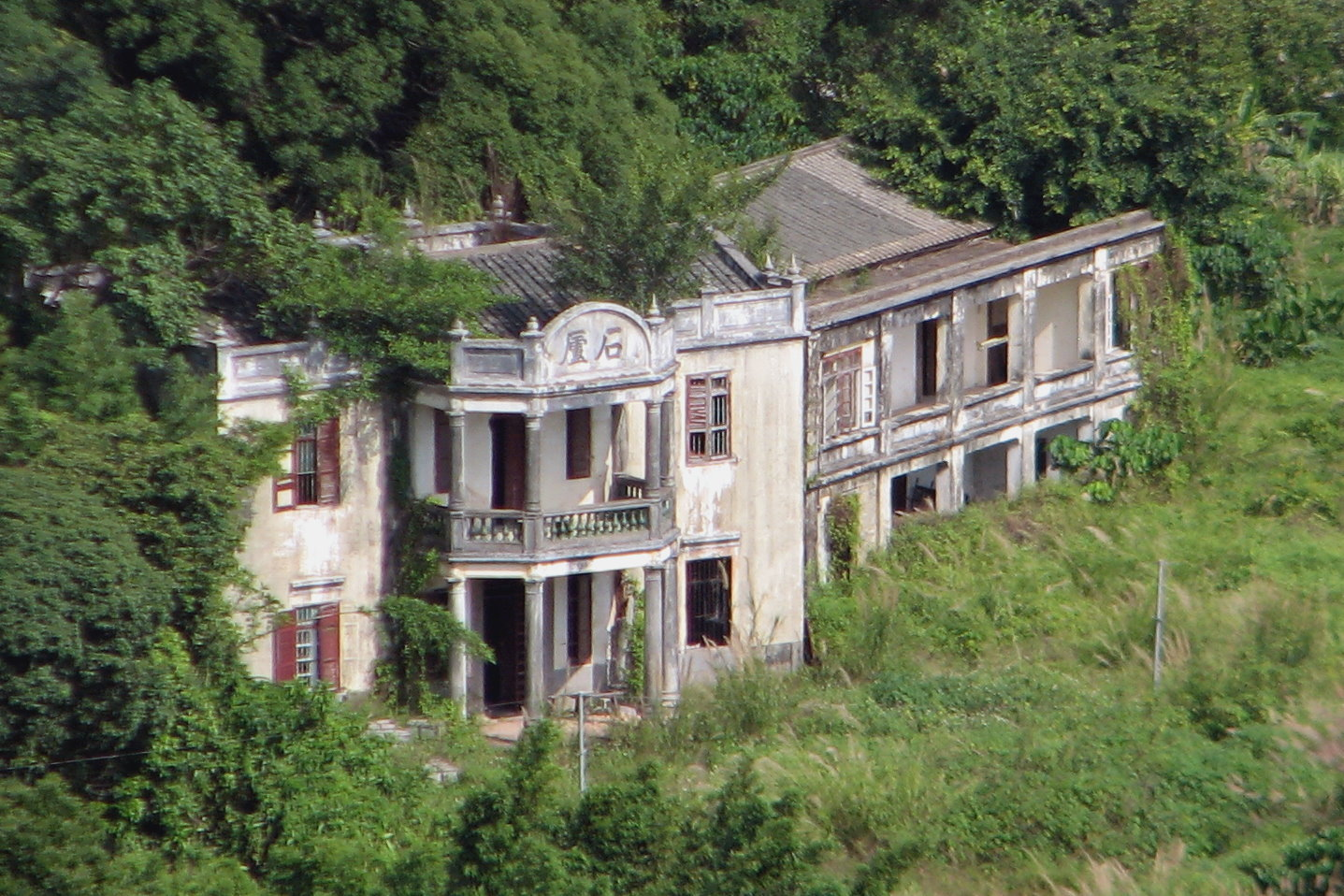
石廬

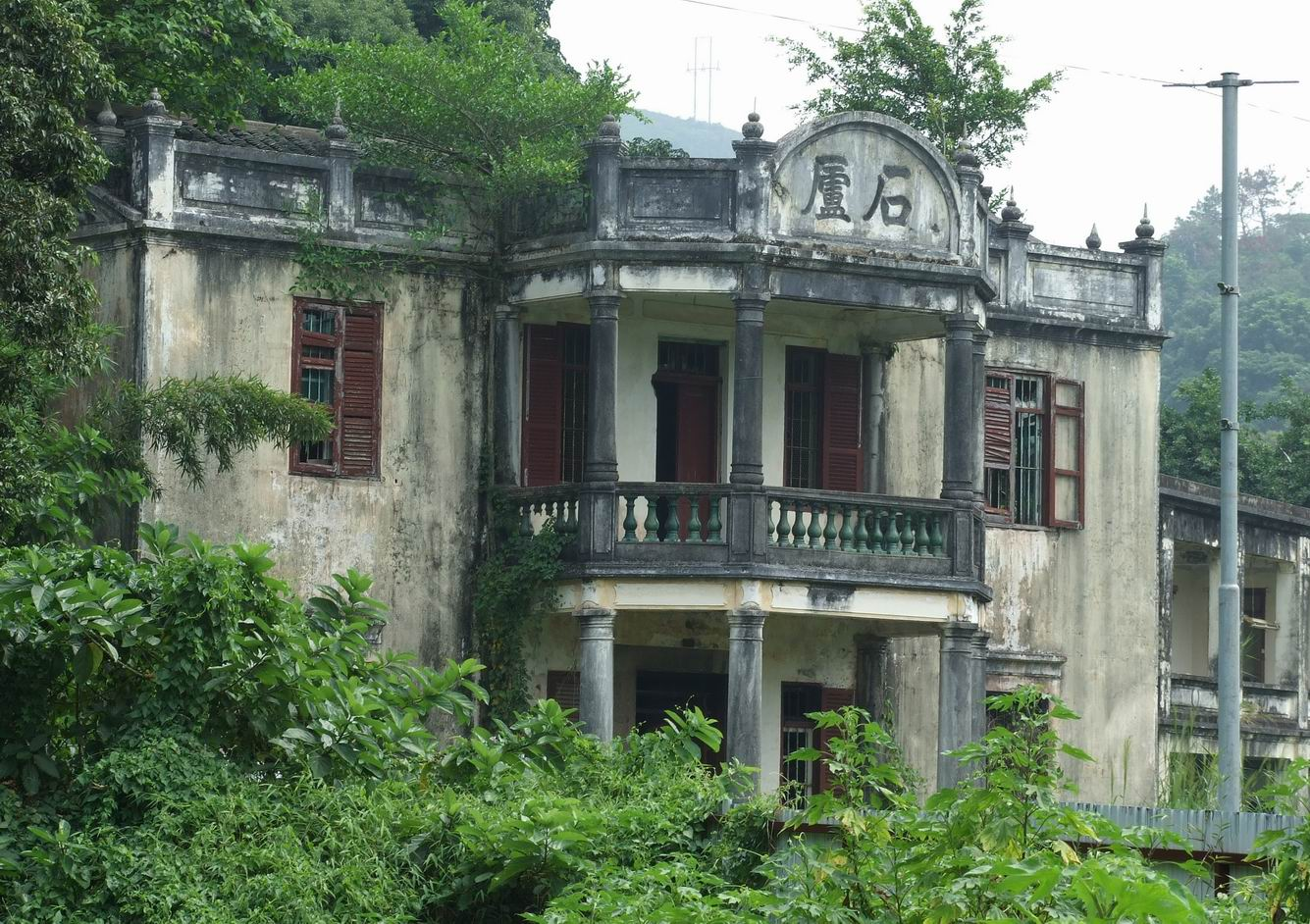
石廬正面

石廬（英語：Shek Lo）位於香港新界粉嶺龍躍頭崇謙堂東面，是香港華仁書院及九龍華仁書院創辦人徐仁壽先生（1889-1981年2月19日）於1925年所建，徐先生的兒子是首位華人政府行政官徐家祥。石廬乃私人物業，並不對外開放供人參觀。

## 結構
樓高兩層的石廬為中西合璧背山而建的建築，屋前有寬闊的草坪，由於荒廢多年，草坪長滿野草及矮樹。牆身、露台及石柱具有殖民地建築物特色，但卻採用中國傳統的金字屋頂，以木樑及板條承托，並鋪砌瓦片。石廬屋內的天井及房間布局與中國傳統的民居相似。石廬正面矮牆有一半圓形磚牆，上面書有「石廬」字樣的灰塑。

## 石廬與北區天主教歷史
在1930年代，徐仁壽先生曾借石廬予天主教社群舉行彌撒，當時粉嶺天主教徒可選擇乘搭火車到大埔墟聖堂或到石廬參與彌撒。後來，新界西區司鐸區鴻慈神父（Valva Didacus D'Ayala）認為中國傳統文化婚姻觀念與天主教有異議，於是去信主教另覓土地興建教堂，最後促成粉嶺聖若瑟堂於1953年建成。

## 存廢問題
前北區區議會主席鄧國容於1996年以公司名義用3000萬元買入石廬所屬地皮，總樓面面積約16000平方呎，地皮一直未有發展。古物古蹟辦事處於2002年開始與業主洽商，建議將古屋用作龍躍頭文物徑的遊客中心，古物古蹟辦事處負責維修。雙方達成協定，業主可在石廬旁邊興建6間丁屋（樓面面積約12000平方呎）換取將石廬列為法定古蹟。
由於石廬旁邊土地屬綠化地帶及農業地，申請興建丁屋須提交城市規劃委員會審批，城規會於2002年尾批准有關申請。但地政總署指申請人為一間公司而非新界原居民，拒絕申請，石廬最終不能成為古蹟，有關地皮現時正在市場放售。
石廬2005年被列為二級歷史建築，2011年改列為一級歷史建築。

## 外部連結
- 古物古蹟辦事處：石廬 （页面存档备份，存于）
- 創我華仁 徐仁壽先生（PDF格式） （页面存档备份，存于）
- 華仁創辦人徐仁壽先生簡史

## 圖片
- 2005/05/15 Stephen H.:: 龍躍頭文物徑
- 2002/14/01 粉嶺龍躍頭文物徑探路
- 2006/03/05 SLCSS Photography Club :: Lung Yeuk Tau Heritage Trail （页面存档备份，存于）

22°29′50.63″N 114°08′58.59″E / 22.4973972°N 114.1496083°E